# Bize-Minervois
Bize-Minervois (okzitanisch Bisa de Menerbés) ist eine französische Gemeinde mit 1292 Einwohnern (Stand 1. Januar 2022) im Département Aude in der Region Okzitanien.

## Geografie
Bize-Minervois befindet sich nördlich von Narbonne im Cessetal. Der Norden der Gemeinde liegt im Minervois. Nachbargemeinden sind im Norden Saint-Jean-de-Minervois, Assignan und Villespassans, Cruzy, Montouliers und Argeliers im Osten, Ginestas und Sainte-Valière im Süden, Mailhac, Aigues-Vives und Agel im Westen. 

## Geschichte
Im Norden des Gemeindegebiets wurden im Jahr 1827 von Paul Tournal in den Höhlen Las Fonts die zu dieser Zeit ältesten bekannten menschlichen Überreste gefunden. Es konnte nachgewiesen werden, dass Neandertaler und Cro-Magnon Menschen in den Höhlen gelebt haben. Der Name Bize wurde zum ersten Mal um das Jahr 1000 erwähnt. Ab dem Ende des 19. Jahrhunderts entstanden große Weingüter und Weinschlösser wurden gebaut. 

### Bevölkerungsentwicklung
| 1968 | 1975 | 1982 | 1990 | 1999 | 2009 | 2016 |
| ---- | ---- | ---- | ---- | ---- | ---- | ---- |
| 1001 | 921  | 783  | 807  | 875  | 1072 | 1169 |

## Sehenswürdigkeiten
- Höhle Las Fonts, als Monument historique eingestuft
- Église Saint-Michel, welche im  18. Jahrhundert erbaut wurde
- Porte Saint-Michel, Teil der Festungsmauer, im Mittelalter erbaut
- Weinschlösser, Ende des 19. Jahrhunderts erbaut

## Wirtschaft und Infrastruktur

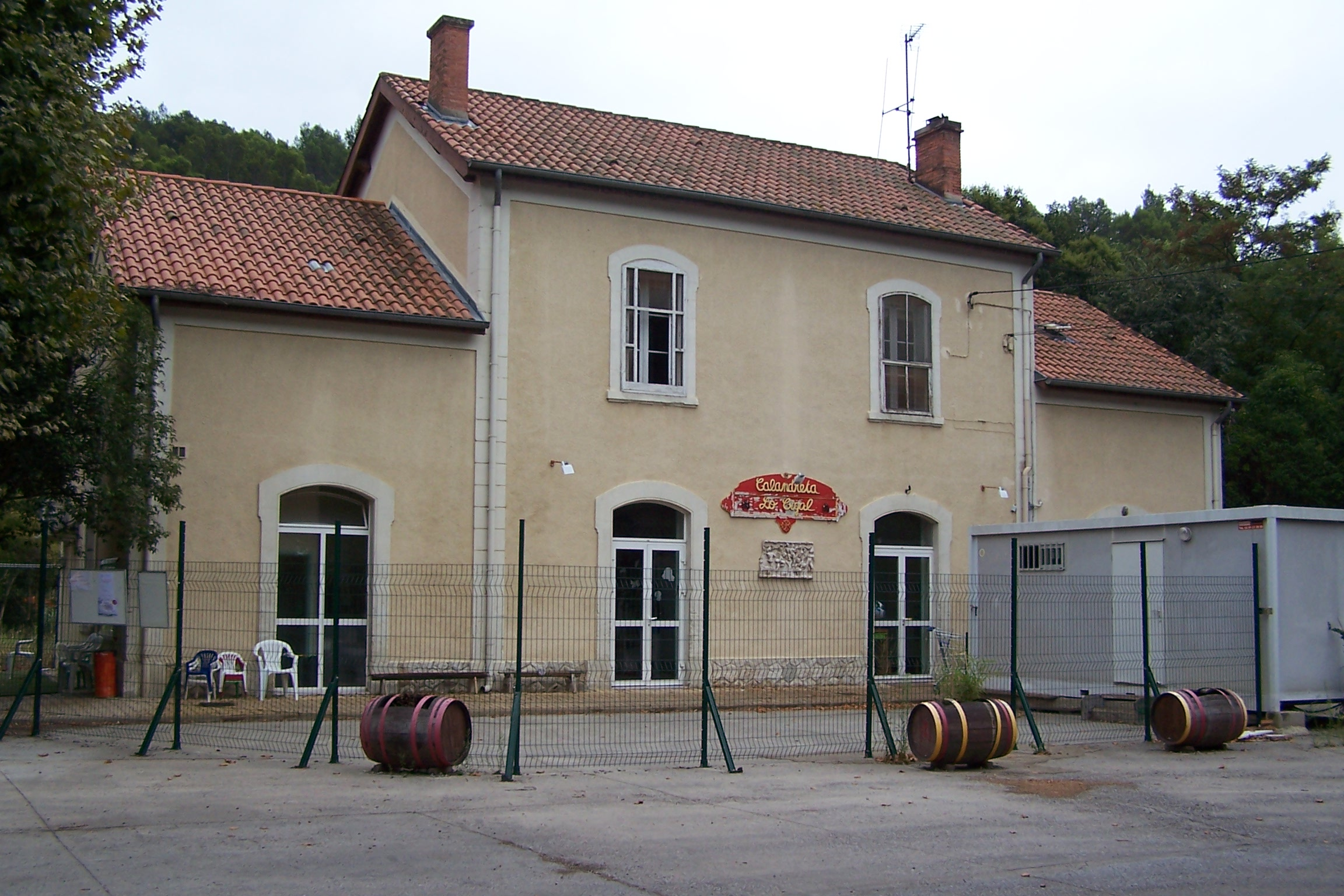
Ehemaliger Bahnhof Bize (2013)

Südlich des Gemeindekerns befindet sich die Departementale 5, welche von Béziers nach Carcassonne führt. Weitere kleinere Straßen führen in die Nachbargemeinden. 
Bize besitzt einen Bahnhof an der Bahnstrecke Narbonne–Bize. Diese Strecke wurde am 4. Juli 1887 eröffnet. Der Personenverkehr musste im Jahr 1939 eingestellt werden. Heutzutage findet noch sporadischer Güterverkehr statt. Das Bahnhofsgebäude wird heute als Okzitanische Schule genutzt.
Die Gemeinde befindet sich im Minervois-Weinbaugebiet. Außerdem spielt der Tourismus eine wichtige Rolle. 